# 妻沼バイパス
妻沼バイパス（めぬまバイパス）とは、栃木県足利市から埼玉県入間市に至る国道407号のうち、埼玉県熊谷市妻沼から同市石原までの区間を指す。

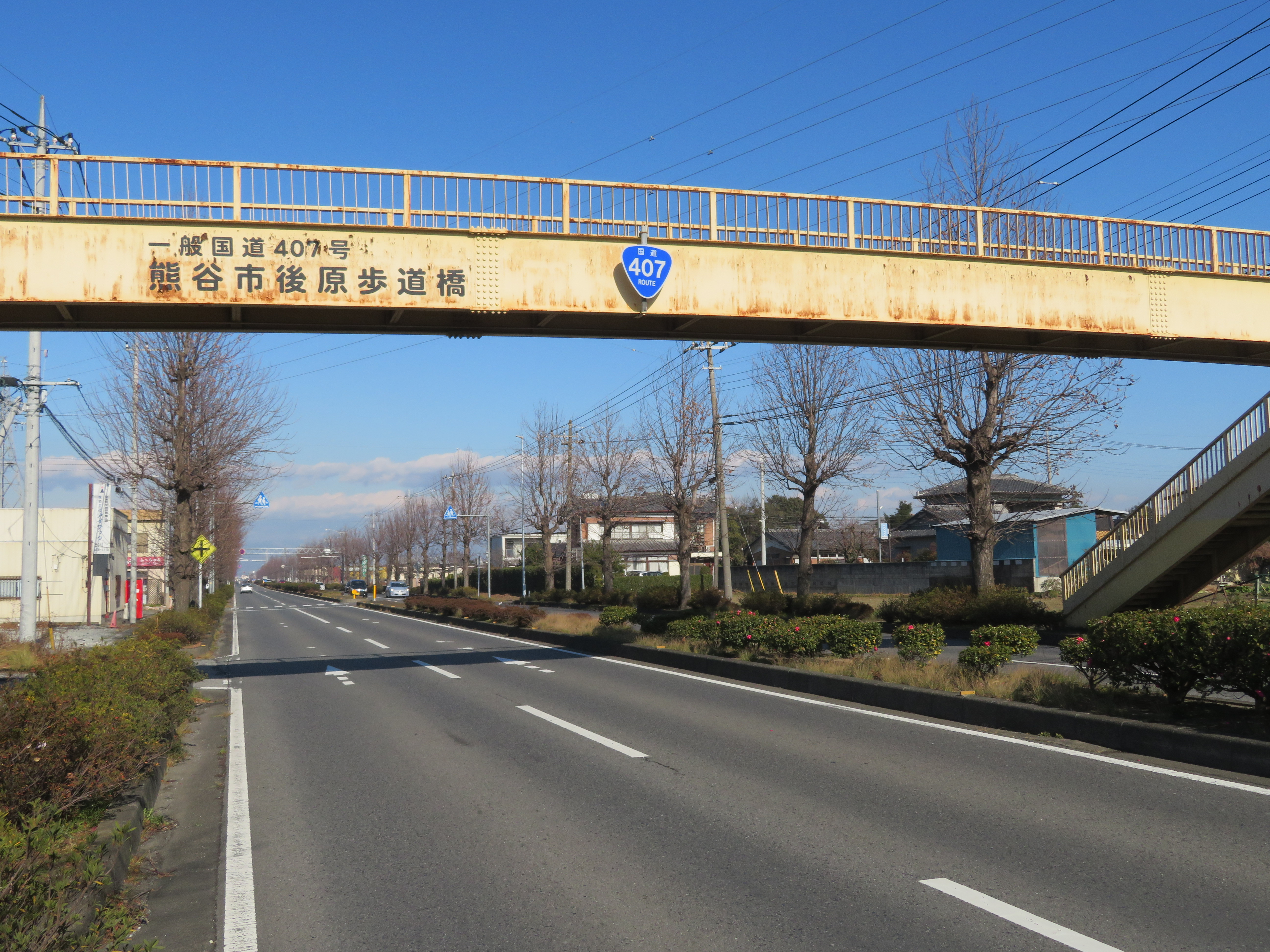
埼玉県熊谷市中奈良付近

## 概要
熊谷市妻沼地区の中心部を通過している現在の群馬県道・埼玉県道341号太田熊谷線のバイパスとして1971年に開通したもので、全区間片側2車線となっている（ちなみに国道407号線の太田市街から妻沼バイパスを経由して、終点から直結する国道140号の寄居町内までの約35kmが連続して対面4車線の快適な道路となっている。その先の国道140号バイパスも計画上は対面4車線であり、暫定2車線が解消されれば約50kmに達する）。
1982年に国道407号線を新規制定するに当たり、当バイパスが国道の本線として指定され、旧道は引き続き太田熊谷線とされた。
群馬県太田市から南下し、群馬県と埼玉県の県境にある利根川に架かる刀水橋を渡った国道407号は、妻沼の市街地に向かう旧道と別れる。ここが妻沼バイパスの起点である。途中、道の駅めぬまがある。
さらに南下し、福川を渡った地点から約4kmの区間は、途中熊谷バイパス（国道17号）の立体交差をくぐり、ほぼ直線道路となっている。その先はカーブとなっており、終わりには妻沼バイパス終点の熊谷警察署前交差点がある。
熊谷警察署前交差点では、東京都の日本橋と新潟県を結ぶ国道17号と交差し、直進方面は秩父や山梨県に向かう国道140号（起点）となる。
建設時の経緯上、現在も一部で「妻沼バイパス」という呼称は残っている（当区間を経由する朝日自動車太田営業所のバス路線を「バイパス経由」と案内している）ものの、国道407号線としては、最初からこちらが現道であり、バイパスという表現は正確ではなく、正式な標識にバイパスとは表記されていない。

### 妻沼バイパスと東松山・入間方面の接続について
熊谷警察署前交差点から先は、入間方面へ直結する道路は建設されておらず（旧太田熊谷線バイパスとしては不要だったため）、既存の国道17号上が重複指定されており、熊谷市街地内にある太田熊谷線と本線入間方面（元熊谷入間線）の境界である本石2丁目交差点で交差するルートとなっている。
しかし国道17号は、熊谷警察署前交差点前後（重複区間含む）が対面2車線かつ、同交差点は国道140号（秩父市方面）の起点でもあり、交通の結束点であるため、頻繁に渋滞しており、通過に時間がかかっている（重複区間を避けるルートとして旧道を利用するドライバーも多い）。当初、国・県では特に動きはなく、熊谷市が都市計画道路「熊谷西環状線」の整備計画を立て、埼玉県が主要地方道（既存の県道83号熊谷館林線新道扱い）として2019年5月20日に開通させた。本線への合流ルートの直接の代替にはならないものの、妻沼バイパスの途中から分岐し、熊谷警察署前交差点や熊谷市街を避け、既存の道路（熊谷市道宮塚古墳通り）を介して、熊谷東松山道路支線（埼玉県道385号武蔵丘陵森林公園広瀬線）に直結できるようになり、太田方面と関越自動車道東松山ICや東松山市街との往来がスムーズに行えるようになった（東松山IC前から国道254号を経由することで、入間方面への接続も可能）。

他に、直接この渋滞の回避策として計画されているわけではないが、妻沼バイパスの途中に接続する熊谷市道第2北大通線（開通済）及びそこから直結する埼玉県道257号冑山熊谷線新道（熊谷市街以南の国道407号へ接続、一部開通）が将来全通すれば、熊谷市街中心部を避けて、入間方面への迂回が可能となる。

## 通過市町村
- 埼玉県
  - 熊谷市

## 接続道路
- 埼玉県道341号太田熊谷線（熊谷市妻沼、刀水橋）
- 埼玉県道45号本庄妻沼線、埼玉県道59号羽生妻沼線（熊谷市登戸）
- 埼玉県道263号弁財深谷線（熊谷市西野）
- 埼玉県道359号葛和田新堀線（熊谷市中奈良）
- 国道17号（熊谷バイパス）（熊谷市代）
- 埼玉県道83号熊谷館林線（熊谷市代、代 - 熊谷市代、くまぴあ入口 ※重複区間）
- 都市計画道路第2北大通線（熊谷市原島、原島(東)）
- 国道17号・国道140号（熊谷市石原、熊谷警察署前）

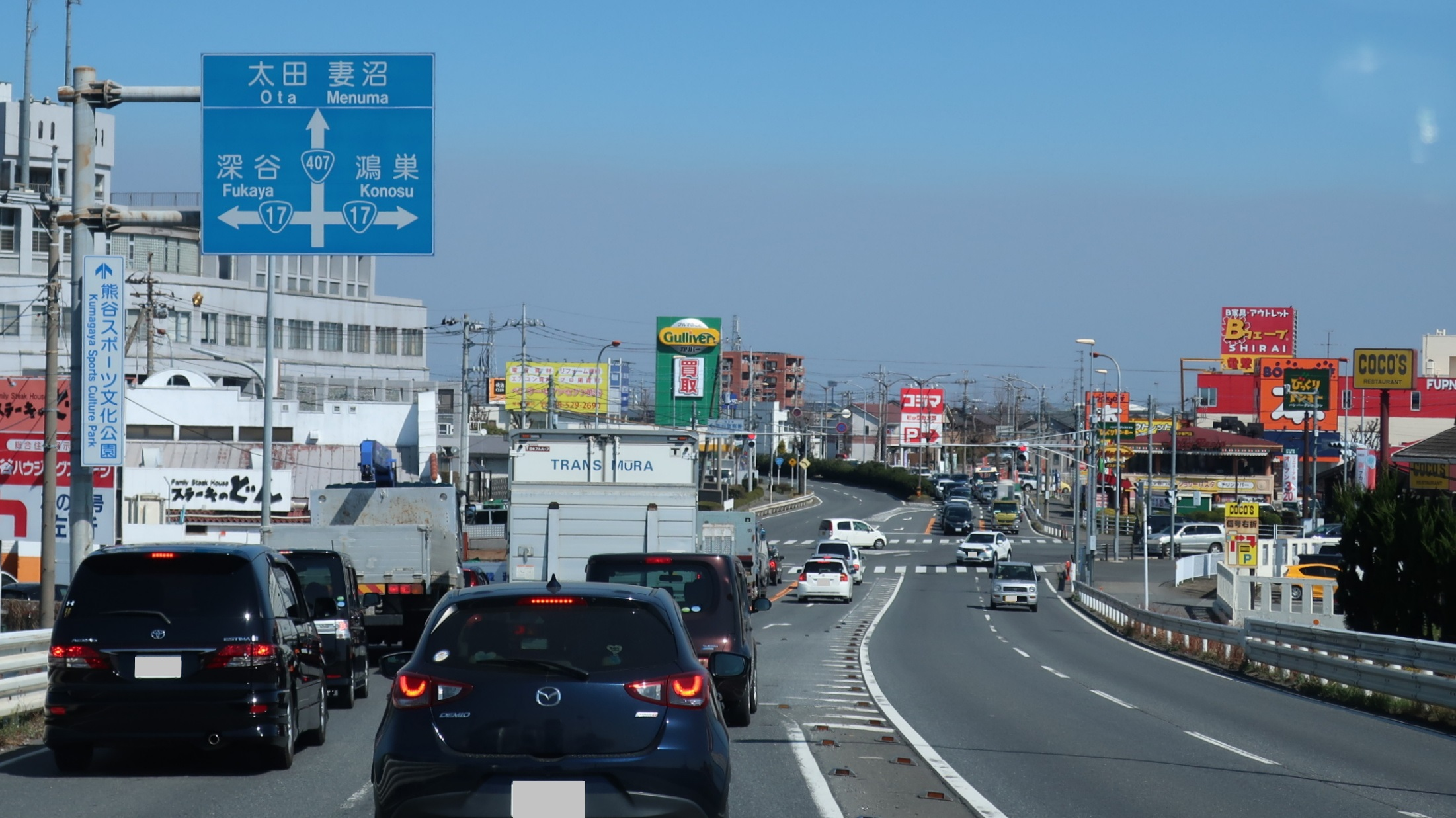
熊谷警察署前交差点（国道140号側より、正面が妻沼バイパス終点、右側が国道17号との重複区間

## 沿線風景
- 熊谷市役所妻沼庁舎・妻沼行政センター
- 道の駅めぬま
- イール妻沼
- 日本赤十字社埼玉県支部関連施設埼玉県熊谷赤十字血液センター
- 関東脳外科病院
- ビッグベアーショッピングセンター
- 熊谷市消防本部
- 熊谷警察署